# 甕

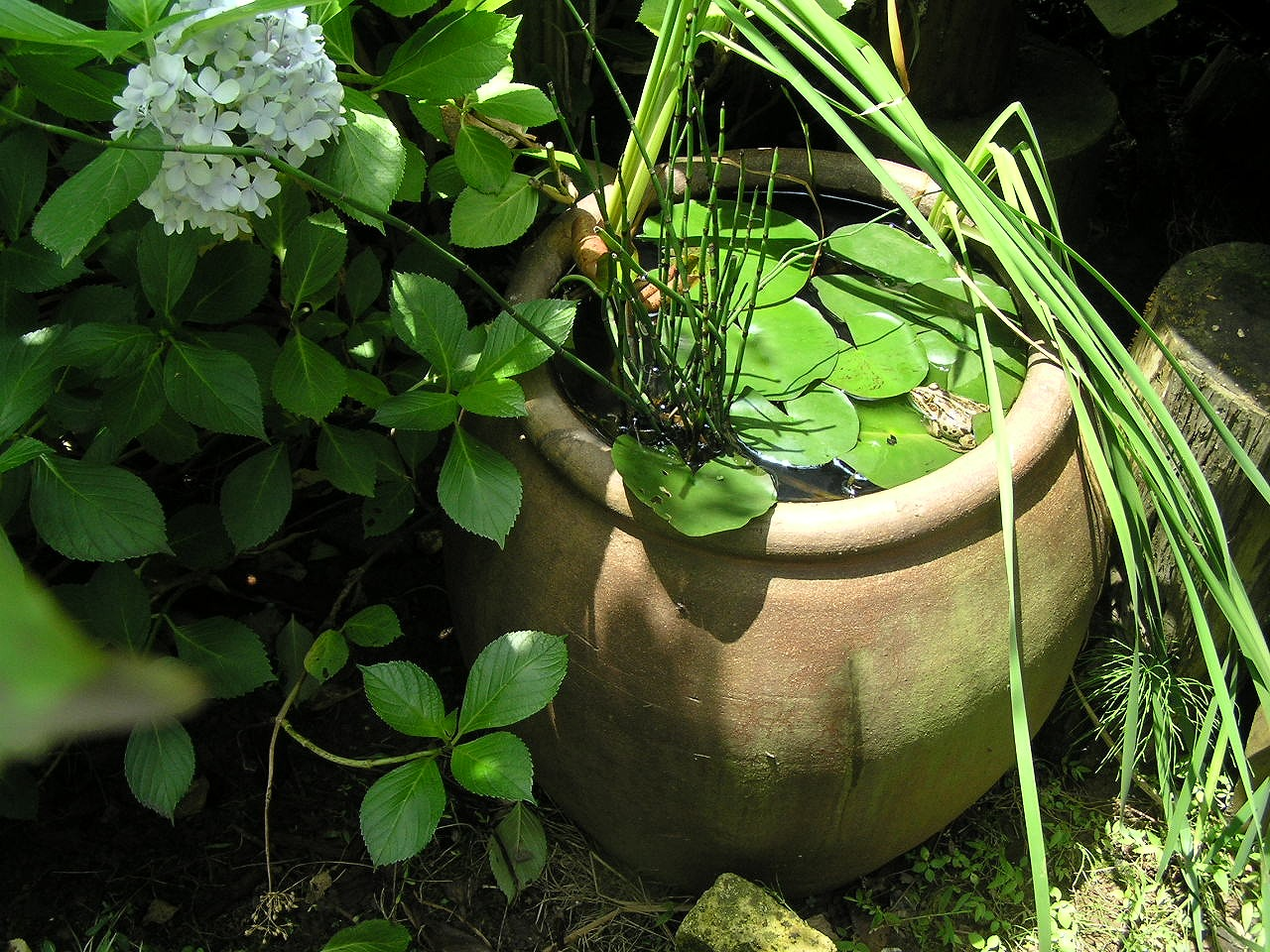
民家の庭に置かれた甕

甕（かめ、瓶とも書く）は、胴がふくれ口が広く深めの陶製あるいは金属製の容器。飲料水などの貯蔵や煮炊きなどに使用される。また発酵や化学反応にも用いられる。

## 器種
日本語には「壺」と「甕（瓶、かめ）」があり区別が困難な場合がある。その例として「骨壺」と「骨甕」がある。
考古学上は便宜的に、人類学者の長谷部言人が考案した正方形を九等分して土器の立面図とし、胴部と頸部の接する部分の幅が全体の3分の2以上のものを「甕」、3分の2に満たないものを「壺」とする目安が示されている。長谷部の分類は甕、壺、深鉢、浅鉢、皿、高坏に分けるが、あくまでも目安であり、実際の現場や報告書ではこれとは異なる呼称を用いているものもある。
縄文土器の場合、くびれがあるものは深鉢（ふかばち）を用いることが多い。一方で「埋め甕」や「甕棺」などの呼称も慣用化されている。

## 西洋

### ギリシャ
ギリシャの壺や鉢、甕にはラスターと呼ばれる僅かに光沢のある釉薬が施されている。

### フランス
フランスで陶器が作られたのは12世紀とされ、壺や甕、施釉煉瓦やタイルなどが製造された。

## 中国
中国では比較的口の大きいものを「罐」と総称しており、日本でいう甕類や一部の壺類もこれに含まれる。
「瓮」は「甕」の簡略字である。また、「甖」は甕類の総称とされるが、一部は御櫃として使用されていたという。

## 日本
甕類の種類については、大型の道明寺瓶（どうみょうじがめ）や、それより小型の酢瓶（すがめ）などがある。また寸胴型に近い半胴瓶（はんどうがめ）があり、常滑焼では「半胴」「半銅」「半戸」「半ト」などの名称が用いられ、瀬戸焼（赤津焼）などでは「飯胴」などの名称が用いられた。
沖縄県の泡盛や九州地方の焼酎のもろみ作りには現在も甕仕込みと称して使用されている例が多い。19世紀になると、薩摩の福山では薩摩焼の甕が黒酢のもろみを発酵させるのにも用いられた。
笠間焼
甕や摺り鉢などの日用雑器が作られ、幕末から明治時代には江戸に近い利点を活かして大量生産が行われ、明治時代には特に厨房用粗陶品の産地として知られた。
常滑焼
甕は中世常滑焼を代表する器種で12世紀から継続的に生産されてきた。

## 用途
- 水甕[1]
- 酒甕[1]
- 便所甕[1]
- 藍甕[1]
- 骨甕[1]